# Осадне
Осадне (словац. Osadné) — село в Словаччині, Снинському окрузі Пряшівського краю, у минулому називалось Телепівці (угорськ. Telepocz). Нині розташоване у північно-східній частині Словаччини, у долині р. Удава, біля кордону з Польщею.
Вперше згадується у 1639 році.
В селі є греко-католицька церква з 1792 р. та православна церква з 1930 р.

## Населення
| Рік:            | 1993 | 2003     | 2013     | 2023     |
| --------------- | ---- | -------- | -------- | -------- |
| Кількість осіб: | 265  | 218      | 181      | 140      |
| Різниця:        |      | -17,73 % | -16,97 % | -22,65 % |

| Рік:            | 2022 | 2023    |
| --------------- | ---- | ------- |
| Кількість осіб: | 136  | 140     |
| Різниця:        |      | +2,94 % |

В селі проживає 192 осіб.
Національний склад населення (за даними останнього перепису населення — 2001 року):
- словаки — 70,82 %
- русини — 24,89 %
- українці — 3,43 %

Склад населення за приналежністю до релігії станом на 2001 рік:
- православні — 56,65 %,
- греко-католики — 39,48 %,
- римо-католики — 3,43 %,